# Gnaeus Julius Agricola

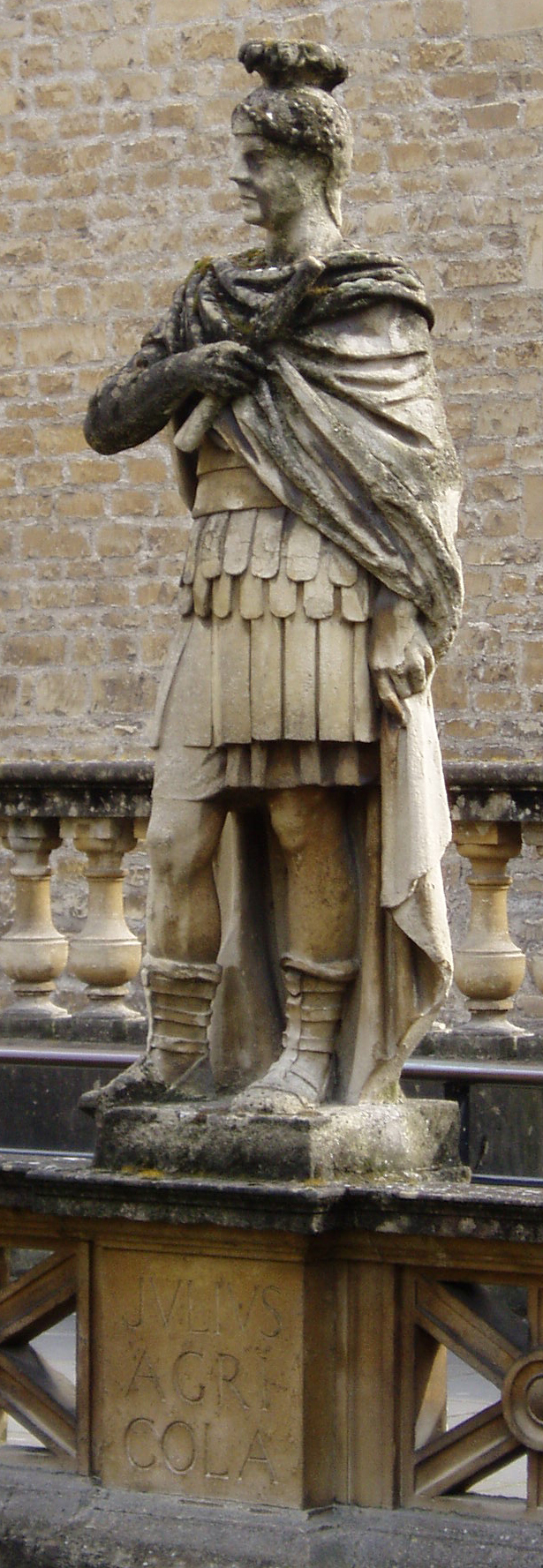
Staty av Agricola i Bath

Gnaeus Julius Agricola, född 13 juli 40 e.Kr. i Forum Julii (nuv. Fréjus), död 23 augusti 93, var en romersk statsman och militär.
Agricola blev kvestor 64 i Mindre Asien, 68 pretor och folktribun i Rom. Under Vespasianus stred han i Britannien och förvaltade från 73 till 76 Akvitanien. År 76 blev han konsul, och sändes 77 till Britannien, där han utvidgade romarnas besittningar ända till floden Tay. Domitianus återkallade honom år 84. Därefter levde Agricola ett ytterst tillbakadraget liv.
Svärsonen Tacitus skrev en levnadsteckning över honom, De vita et moribus Iulii Agricolæ. Den har översatts till svenska av bland andra Vilhelm Lundström (Tacitus: Agricolas liv och vandel, 1896) och Per Persson (i: Tacitus mindre skrifter: Dialogus de oratoribus, Agricola och Germania, 1929).